# Cyriel Verschaeve

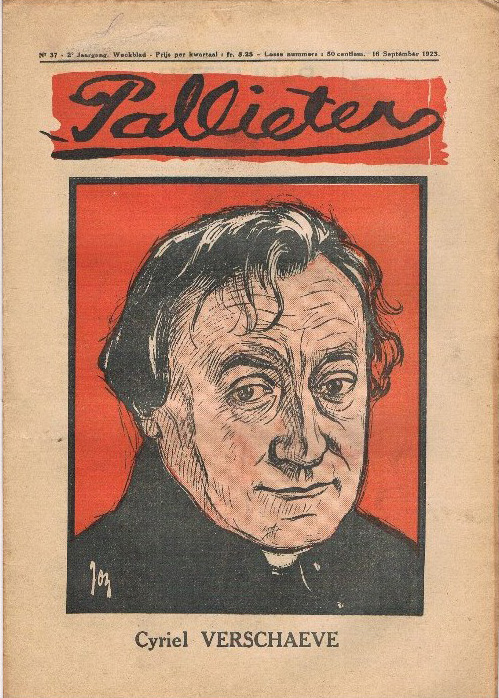
Cyriel Verschaeve; Porträtzeichnung von Jos De Swerts (1890–1939) als Titelbild der Zeitschrift Pallieter (1923)

Cyriel Charles Marie Joseph Verschaeve (* 30. April 1874 in Ardooie; † 8. November 1949 in Solbad Hall) war ein belgischer Priester, flämischer Nationalist und Autor. In letzterer Tätigkeit trat er als Dichter, Essayist und Dramaturg in Erscheinung. Er wurde wegen Kollaboration mit den deutschen Besatzern während des Zweiten Weltkriegs in Abwesenheit zum Tode verurteilt und verbrachte nach einer Episode in Deutschland seine letzten Lebensjahre im österreichischen Exil.

## Leben

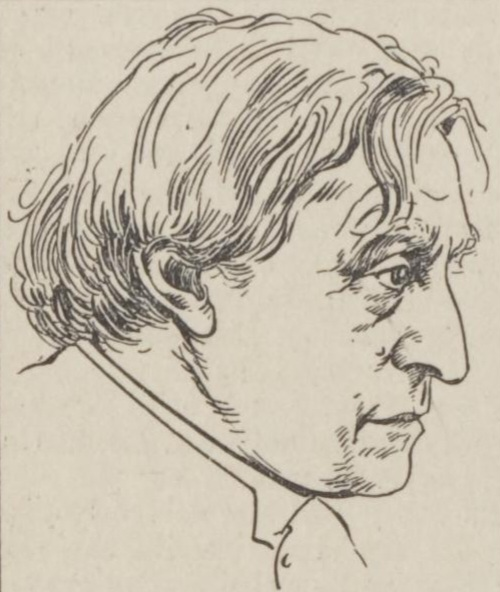
Cyriel Verschaeve

Verschaeve studierte am Kleinen Seminar in Roeselare und am Großen Seminar in Brügge, wo er 1897 zum Priester geweiht wurde. In der Folgezeit besuchte er noch Kollegien der Universität Jena (u. a. bei Rudolf Eucken) und der Universität Marburg. In den Jahren 1896 bis 1911 arbeitete er in Tielt als Schullehrer, dann in Alveringem als Kaplan, bis er 1939 in den Ruhestand ging.
Nachdem er sich in seiner Studienzeit zur Flämischen Bewegung bekannt hatte, nahm Verschaeve während des Zweiten Burenkriegs entschieden Partei für die Buren und entwickelte sich bis 1914 zu einer der zentralen Figuren in der katholischen flämischen Bewegung.
Da sich das westflämische Alveringem während des Ersten Weltkriegs in unmittelbarer Nähe der Front befand, entwickelte sich seine Kaplanei bald zu einem Treffpunkt junger flämischer Soldaten. Er wurde zum geistlichen Führer der Frontbewegung, die sich gegen die vorherrschende Rolle der französischen Sprache im belgischen Militär wandte und bald auch weitergehende Forderungen nach einer Reform des belgischen Staates erhob.

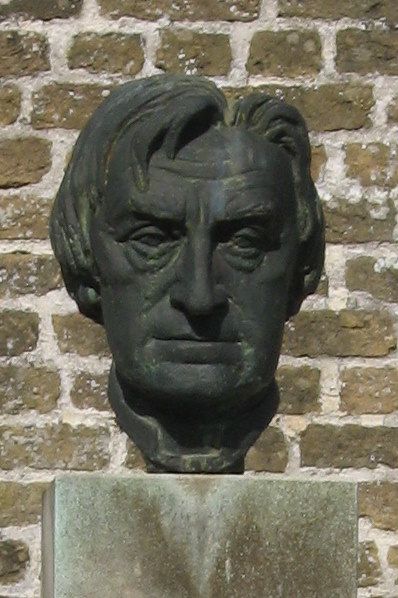
Skulptur Verschaeves in Alveringem

Nach dem Krieg unterstützte Verschaeve die flämisch-nationalistische Frontpartij und ging immer mehr zu einer offenen Ablehnung des belgischen Staates über. Ab Mitte der 1920er Jahre lehnte er zunehmend den Parlamentarismus ab und unterstützte 1931 den faschistischen Verdinaso, bis diese Partei 1934 eine neue Marschrichtung verkündete und sich nun zum belgischen Staat bekannte. Anfang der 1930er Jahre besuchte er mehrere Male Deutschland und näherte sich unter dem Einfluss von Robert Paul Oszwald dem Nationalsozialismus.
Den Einmarsch Deutschlands in Belgien 1940 sah Verschaeve als Chance, eine Selbstverwaltung Flanderns zu erreichen und war hierfür auch zur Zusammenarbeit mit der Besatzungsmacht bereit, vorausgesetzt, dass die Existenz Flanderns nicht angetastet werden würde. Er wurde Vorsitzender des Flämischen Kulturrats und unterstützte den Krieg gegen die Sowjetunion als antikommunistischen Kreuzzug. Nachdem ihm bereits 1936 zusammen mit dem verstorbenen René de Clercq und Stijn Streuvels der Rembrandt-Preis der Hansischen Universität zuerkannt worden war, erhielt Verschaeve 1944 die Ehrendoktorwürde der Universitäten Jena und Köln. Während jener Jahre schrieb er auch für das Besatzungsorgan Brüsseler Zeitung.
Nach der Befreiung Belgiens durch die Alliierten flüchtete Verschaeve zunächst nach Deutschland, wo er in einem Komitee die von Jef Van de Wiele geführte Landesleitung Flandern beriet. Diese hatte sich aus weiteren geflohenen Kollaborateuren formiert und beanspruchte nun mit deutscher Unterstützung, eine Exilregierung zu sein. Wegen des folgenden Zusammenbruchs des Dritten Reichs wich Verschaeve nach Tirol aus. Er wurde im Dezember 1946 in Abwesenheit zum Tode verurteilt und starb drei Jahre später in seinem Exil. Seine sterblichen Überreste wurden 1973 heimlich durch den nationalistischen Vlaamse Militanten Orde exhumiert und nach Alveringem überführt.
Verschaeve pflegte in seinem literarischen, von Dramatik und metaphysischer Unruhe geprägten Werk einen barocken und pathetischen Stil und scheute in seinen Theaterwerken nicht vor monumentalen Heldenfiguren zurück. Er bearbeitete dabei vor allem religiöse und historische Themen, war bedeutsam durch seine kritische Schriften, Lyrik und Dramen; „Judas“, „Maria Magdalena“. In seinen Essays schrieb Verschaeve über Literaten, Maler, Komponisten, Denker und Mystiker. Während der Zeit des Nationalsozialismus erschienen zahlreiche seiner Werke in deutscher Übersetzung, außerhalb dieser Epoche blieb dies die Ausnahme.